# 八十後
八十後（80後）在香港，廣義上是指1980年代出生的一代香港人，狹義則是特指那一代人中活躍於社會運動的年青人士。此詞與中國大陸有關一孩政策的「八零後」相似，但有人認為關係並不密切，並指出此詞首先出現於2009年5月的「80後六四文化祭」的一批文化人，回應陳一諤有關1989年後出生的人士並不關心六四鎮壓的言論，以「八十後」與「自發人士」身分顯示並不忘記六四的意思。同類的名字在陸續出現在其他自主自發的社會活動中。

## 源由
「八十後」一詞早於2009年六四事件20週年期間於香港出現，經財政司司長曾俊華點題，於2010年初開始流行起來，當時一班廿多歲的年青人以互聯網成立組織，積極地以不同行動爭取2012年雙普選及反對廣深港高速鐵路香港段興建，特別在2010年元旦大遊行後，被香港傳媒封為「八十後」政壇新力軍。在「八十後」一詞興起之前，1980年代出生的香港人通常被稱為「八十世代」，或者錯誤地連同1970年代末出生的稱為「Y世代」（西方用語）或「第四代香港人」（香港社會學者呂大樂的用語）。

### 詞語的使用與詮釋
相關人士對「八十後」一詞的使用與詮釋都有不同意見，因此產生不同的意思。
- 陳景輝表示「八十後」不是「生物學意義上的八十後青年」（所有於1980年代出生的香港青年），而是由「80後六四文化祭」之後，一支代表深刻反省和重新整理自己的世代經驗的人士的運動旗幟[4]。
- 陳巧文在now寬頻電視節目表明拒絕接受「八十後」的稱號，而是自稱為社會運動中的「自發人士」。她不希望別人把她與其他自發人士代表了「八十後」。
- 青年工作者張俊聲在AM730撰文表示，此詞「沒有甚麼有價值的評論空間可言」，反而擔心社會及傳媒對「八十後」過度詮釋，無法治本[5]。
- 由於這一詞源於表示1980年後出生的人，因現世代(2010)社會經濟環境的變遷下，在生活上產生很多矛盾，由於80後較年長的一群面對生活的矛盾較為豐富，因此被標籤為1980至1989年出生的人，可惜現今媒體實在過份濫用「八十後」，對於這一群青年的負面影響有欠公平。

經過政治以及各大報章洗禮後，「八十後」過份被誤解及誤用。現今香港社會變化對香港未來一代的影響愈來愈大，雖然部份「八十後青年」是被政治標籤而衍生為「八十後」，但是1990後出生而受影響的一群可以被政治家忽略，因此，這種文字意義不正確地衍生，應及早寫上句號。

## 行動
- 2010年1月1日泛民發動「還我普選權」元旦大遊行至中聯辦，主辦單位民主動力估計昨日有三萬人參與遊行，遠超他們原先估計的一萬人，但警方公布有九千多人到達遊行終站中聯辦，惟在遊行尾聲一班「八十後」與警方發生衝突，導致三人受傷。其後一名香港大學女生陳巧文被重案組探員拘捕，指她在元旦遊行及去年11月29日反高鐵遊行時襲警，扣查近5小時，獲准以500元保釋。保釋後，她聲稱警方針對參加反高鐵示威的知名人士，以阻嚇其他參與者，手段卑鄙，即使她被捕坐牢，「拉左一個陳巧文，仍有千千萬萬個陳巧文」。警方堅決否認，強調依法辦事，絕無政治考慮。[6]
- 1月6日，一批「80後反高鐵」青年昨起展開4日3夜的反高鐵苦行，以26步一跪的方式由上水至中環（26步寓意香港高鐵全長26公里），之後在立法會門外通宵留守，翌日繼續「苦行」，直至財委會完成撥款審議。
- 計劃在1月8日在立法會外舉行2000人「嘉年華」，要求支持撥款的議員交代原因，近日出現「已準備暴動及流血（页面存档备份，存于）」的群組，已有逾1000人。召集人及「80後反高鐵」均說，不會發動暴動或流血抗爭行動，堅持和平理性表達訴求。 最後當天沒有發生衝突。

## 各方評價
- 財政司司長曾俊華於2010年1月3日網誌上表示：「引起大家討論的是，近日有部分香港「八十後」（也即「第四代港人」）以較激烈手法，表達他們對一些民生議題的關注。對於這群「八十後」的年青人，我很明白他們的看法和感受，他們是香港回歸後才踏進社會的年青人，他們其實可能較前幾代港人更愛香港和國家，對家國有更深的投入感，對社會事務有一份激情，更願意站出來大膽地表達他們的看法。」[7]
- 中聯辦主任彭清華在1月6日表示尊重市民以不同方式表達意見和訴求，但希望他們表達的方式理性、平和的氣氛下進行。[8]
- 「反高鐵大聯盟」成員朱凱迪表示，即使財委會通過高鐵撥款，但事件已令民間力量壯大。[9]

## 與中國大陸「八零後」的差異
- 大陸的「八零後」受計劃生育政策影響，其中很多人是獨生子女，但香港的「八十後」則不一定是獨生，雖然香港出生率在1980年代開始下降。
- 大陸的「八零後」在改革開放下成長，生活素质比父母一輩明顯有改善，可是這種差異在香港的「八十後」並不太明顯，因為香港早在1970年代已經進入發達地區行列。

## 外部連結
- 鏗鏘集2009-12-20反叛有理（香港電台）[]